# Amadeus
Amadeus je mužské křestní jméno latinského původu. Vzniklo z latinského amadeus. Vykládá se jako „boží láska, milý k bohu“. Českou obdobou jména je Bohumil.
Podle českého kalendáře má svátek 3. října.

## Domácké podoby
Amadeo, Ama

## Amadeus v jiných jazycích
- Slovensky, německy, anglicky: Amadeus
- Francouzsky: Amédée
- Italsky: Amadeo
- Španělsky: Amado
- Portugalsky: Amadeu
- Polsky: Amadeusz
- Maďarsky: Amadé

## Známí nositelé jména
- Wolfgang Amadeus Mozart – rakouský klasicistní hudební skladatel a klavírní virtuos
- Jan Nepomuk Amadeus Marek – český obrozenecký kněz a spisovatel